# جائزة غيرد مولر
جائزة غيرد مولر والتي كانت تُعرف سابقًا باسم مهاجم العام أو جائزة أفضل مهاجم في نسختها الأولى، هي جائزة كروية تُمنح سنويًا من قبل فرانس فوتبول لأفضل لاعب كرة قدم في الموسم السابق.
أُسّست في عام 2021 (في الإصدار الثاني، اعتمدت الجائزة على عدد الأهداف المُسجلة على مدار الموسم).
في 2022، أُعيد تسمية الجائزة على اسم المهاجم الألماني غيرد مولر الذي توفي في أغسطس 2021.
فاز روبرت ليفاندوفسكي بالجائزة مرتين على التوالي. فاز بالنسخة الأولى في عام 2021 بتسجيله 64 هدفًا على مدار العام، وبالنسخة الثانية في 2022 بتسجيله 57 هدفًا في 56 مباراة خلال موسم 2021–22.

## الفائزون
المفتاح
| العام      | العام الذي تم إقامة حفل توزيع الجوائز فيه.                                 |
| النادي     | النادي أو الأندية التي نشط فيها اللاعب الحائز على جوائز خلال فترة التقييم. |
| الأهداف    | إجمالي الأهداف التي سجلها خلال فترة التقييم.                               |
| مع النادي  | الأهداف التنافسية التي سجلها مع النادي خلال فترة التقييم.                  |
| مع المنتخب | الأهداف التي سجلها مع المنتخب خلال فترة التقييم.                           |
| المباريات  | إجمالي المباريات التنافسية التي لعبها للأندية والمنتخب خلال فترة التقييم.  |

### مهاجم العام
| العام | اللاعب            | النادي      | الأهداف | مع النادي | مع المنتخب | المباريات | مراجع |
| ----- | ----------------- | ----------- | ------- | --------- | ---------- | --------- | ----- |
| 2021  | روبرت ليفاندوفسكي | بايرن ميونخ | 64      | 53        | 11         | 54        | [ 4 ] |

### جائزة جيرد مولر
| العام | اللاعب            | النادي       | الأهداف | مع النادي | مع المنتخب | المباريات | مراجع |
| ----- | ----------------- | ------------ | ------- | --------- | ---------- | --------- | ----- |
| 2022  | روبرت ليفاندوفسكي | بايرن ميونخ  | 57      | 50        | 7          | 56        | [ 3 ] |
| 2023  | آرلينغ هالاند     | مانشستر سيتي | 56      | 52        | 4          | 57        | [ 5 ] |

#### الفائز حسب الدولة
| الدولة  | اللاعبين | الفائزين |
| ------- | -------- | -------- |
| بولندا  | 1        | 2        |
| النرويج | 1        | 1        |

#### الفائز حسب النادي
| النادي       | اللاعبين | الفائزين |
| ------------ | -------- | -------- |
| بايرن ميونخ  | 1        | 2        |
| مانشستر سيتي | 1        | 1        |